# Kruno Tonković

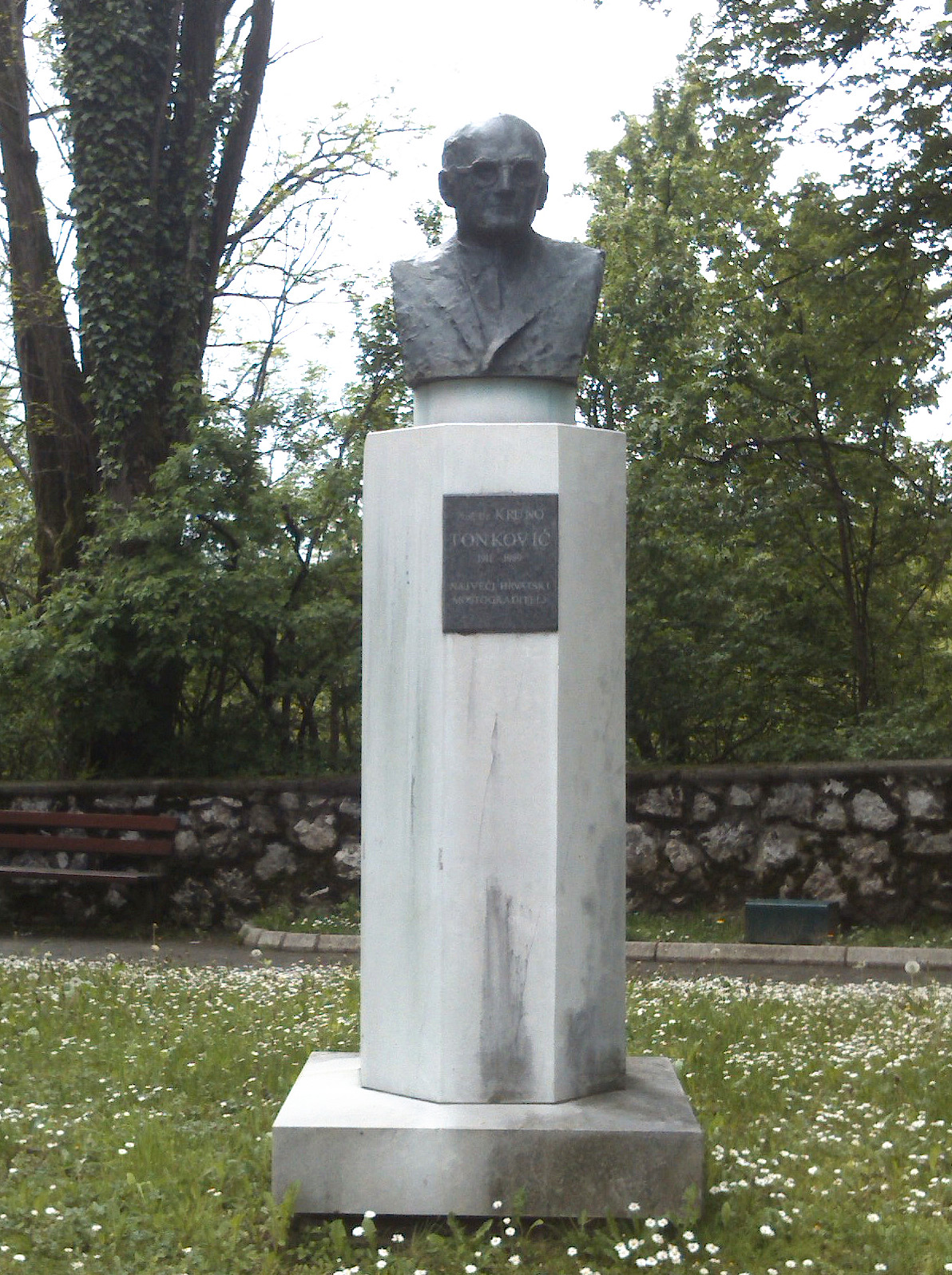
Büste von Kruno Tonković in Ogulin

Kruno Tonković (* 7. Juni 1911 in Novska, Königreich Kroatien und Slawonien, Österreich-Ungarn; † 3. April 1989 in Zagreb) war ein jugoslawischer Bauingenieur.

## Leben
Kruno Tonković verbrachte seine Kindheit und Jugend weitgehend in Ogulin. 1935 erhielt er das Bauingenieur-Diplom der Technischen Fakultät der Universität Zagreb. Nach der Wehrpflicht und ersten Anstellungen war er im Zweiten Weltkrieg am Wiederaufbau der Jakuševac-Eisenbahnbrücke bei Zagreb tätig. Nach dem Krieg wurde er Leiter der Brückenplanung im kroatischen Bauministerium und begann Vorlesungen an der Technischen Fakultät zu halten. 1951 wurde er dort Assistenzprofessor, 1964 wurde er auf den Lehrstuhl für Brückenbau berufen. Neben seiner Lehrtätigkeit entwarf und baute er zahlreiche Brücken und Hochbauten. Er war bis zu seinem Tod mit der Veröffentlichung von wissenschaftlichen Arbeiten und anderer Fachliteratur beschäftigt und beeinflusste maßgeblich den Bau kroatischer Brücken in der zweiten Hälfte des 20. Jahrhunderts. Er starb am 3. April 1989 im Alter von 77 Jahren in Zagreb.

## Bauten (Auswahl)

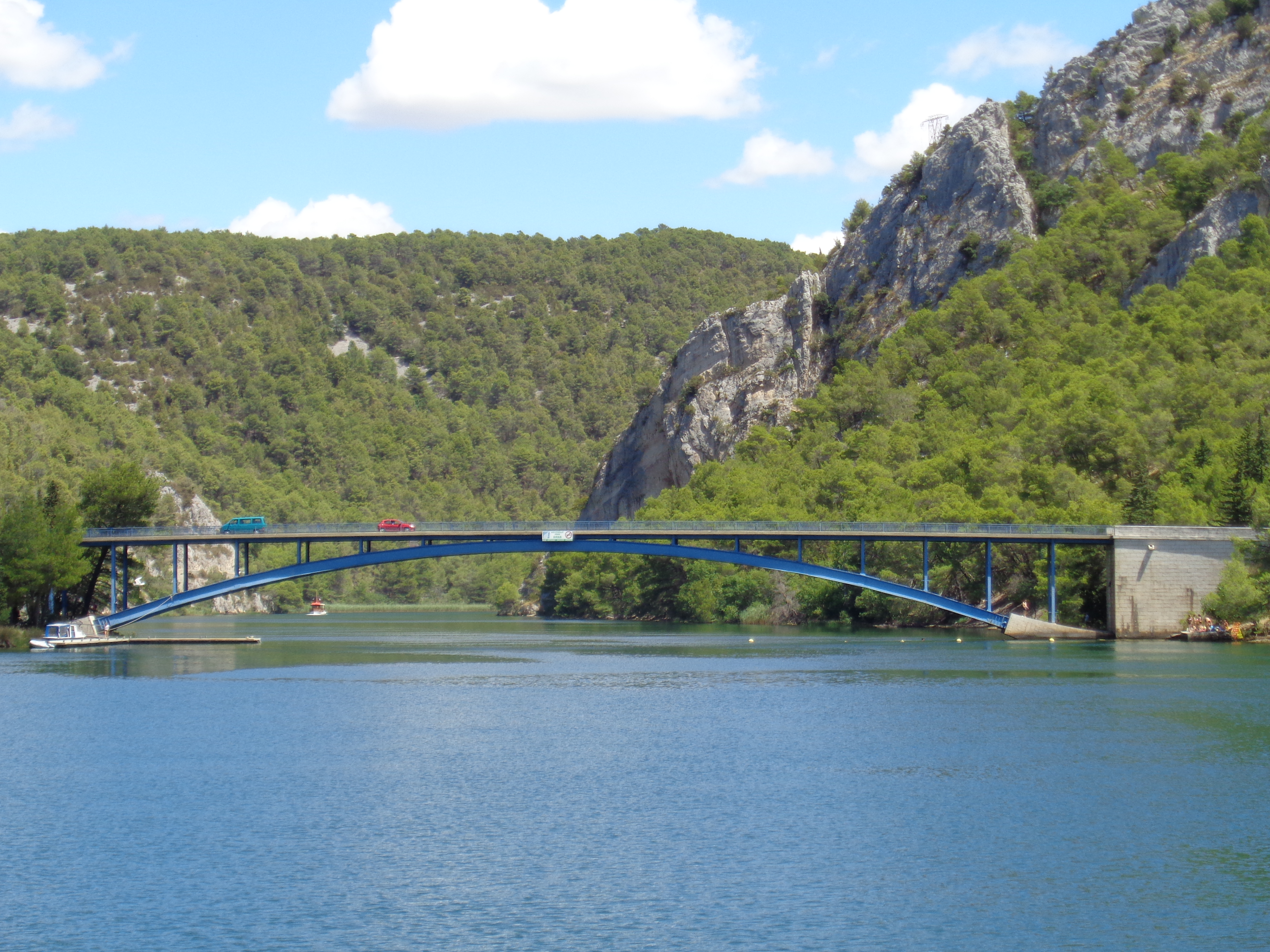
Alte-Krka-Brücke

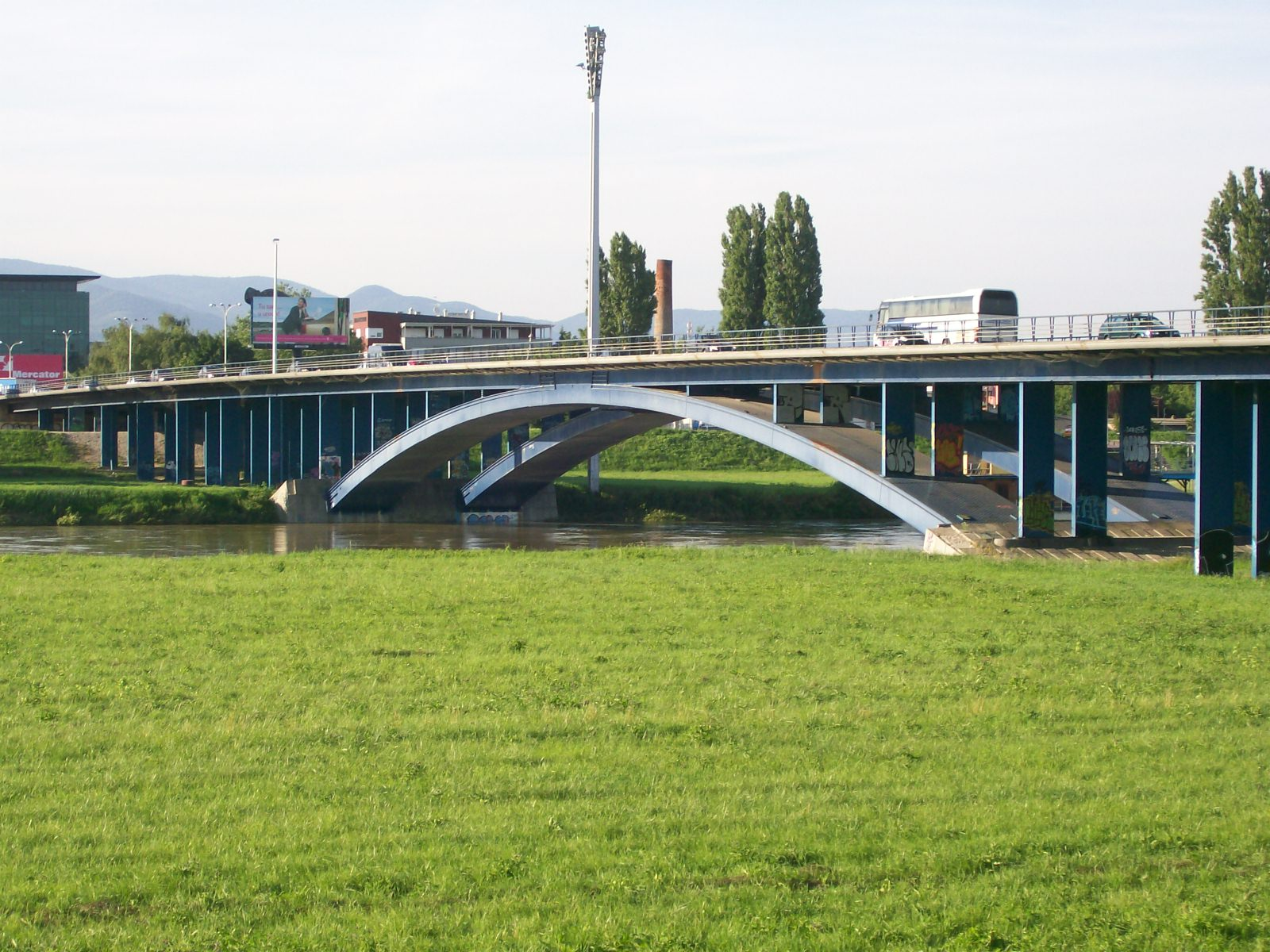
Freiheitsbrücke in Zagreb

- Alte-Krka-Brücke, (Skradin-Brücke)
- Brücke über die Korana in Slunj (D1)
- Brücke über die Slunjčica in Slunj
- Brücke über die Korana in Selište Drežničko (D1)
- Freiheitsbrücke (Most slobode) über die Save in Zagreb
- Jankomir Brücke (Novi Jankomirski most) über die Save bei Zagreb
- Brücke über die Drau bei Osijek (E73)
- Bewegliche Brücke über die Cetina in Omiš
- Brücke über die Bosna in Zenica
- Brücke über die Korana in Karlovac (D6)